# يوكسبريدج (أونتاريو)
يوكسبريدج، أونتاريو (بالإنجليزية: Uxbridge)‏ هي مدينة كندية تقع في مقاطعة أونتاريو. تبلغ مساحة هذه المدينة 420.653 (كم²)، ويبلغ عدد سكانها 19169 نسمة حسب إحصاء سنة 2006 م، بينما كان يسكنها 17377 نسمة في سنة 2001 م. تحتل هذه المدينة المرتبة رقم 197 بين مدن كندا حسب عدد السكان والمرتبة رقم 79 في المقاطعة. نما عدد السكان في هذه المدينة بنسبة (10.3) بين العامين المذكورين.

## أعلام
- كريستوفر شابمان
- جيف كيبنغ
- صموئيل سيمبسون شارب
- جيمس بلانشارد
- إسحاق جيمس قاولد

## وصلات خارجية
- الأطلس الحكومي لكندا
- إحصاءات كندا مع ساعة تعداد السكان